# Resilienz (Psychologie)
Resilienz (von lateinisch resilire: zurückspringen, abprallen, nicht anhaften), auch Anpassungsfähigkeit, ist der Prozess, in dem Personen auf Probleme und Veränderungen mit Anpassung ihres Verhaltens reagieren. Dieser Prozess umfasst:
- Auslöser, die Resilienz erfordern (z. B. Traumata oder belastender Stress),
- Ressourcen, die Resilienz begünstigen (z. B. Selbstwertgefühl, positive Lebenshaltung, unterstützendes soziales Umfeld) und
- Konsequenzen (z. B. Veränderungen im Verhalten oder in Einstellungen).

Resilienz kann einen wichtigen Beitrag zur Fähigkeit eines Einzelnen leisten, sich zu erholen oder auf Herausforderungen und Veränderung zu reagieren. Wird Resilienz als Eigenschaft einer Person betrachtet, ist sie weitestgehend angeboren.

## Begrifflichkeit
Resilienz wird entweder als ein Merkmal oder eine Eigenschaft einer Person betrachtet oder als ein Prozess verstanden.

### Resilienz als Prozess
In dieser Perspektive wird Resilienz als das Produkt komplexer und dynamischer Interaktionen innerhalb einer Person sowie der Person und ihrer Umgebung verstanden. Es wird zwar oft angenommen, dass es sich bei Resilienz um eine individuelle Eigenschaft handelt, doch die meisten Forschungsergebnisse zeigen, dass sie das Ergebnis der Fähigkeit des Einzelnen ist, mit seiner Umgebung und den Prozessen zu interagieren, die entweder sein Wohlbefinden fördern oder ihn vor dem überwältigenden Einfluss von Risikofaktoren schützen.

### Resilienz als Persönlichkeitseigenschaft oder Fähigkeit
Resilienz als Eigenschaft wird bei Kindern oder Jugendlichen in der Regel als Reaktion auf schädliche Umgebungen verstanden. So werden zum Beispiel Kinder als resilient bezeichnet, die in einem sozialen Umfeld aufwachsen, das durch Risikofaktoren, wie zum Beispiel Armut, Drogenkonsum oder Gewalt, gekennzeichnet ist, und als Erwachsene dennoch zu einer erfolgreichen Lebensführung in der Lage sind. Die Resilienz von Erwachsenen ist dagegen häufiger eine Frage der Bewältigung eines einmaligen und normalerweise kurzen traumatischen Ereignisses. So werden auch Menschen, die nach einem Trauma, wie etwa Vergewaltigung oder Kriegserlebnissen, nicht aufgeben, sondern die Fähigkeit haben, weiterzumachen, als resilient bezeichnet. Kinder und Jugendliche benötigen mehr langfristige Anpassungslösungen als Erwachsene, um Widrigkeiten zu überwinden.
Resiliente Personen haben gelernt, dass sie selbst es sind, die über ihr eigenes Schicksal bestimmen (sogenannte interne Kontrollüberzeugung). Sie vertrauen nicht auf Glück oder Zufall, sondern nehmen die Dinge selbst in die Hand und haben ein realistisches Bild von ihren Fähigkeiten.
In der heutigen Persönlichkeitspsychologie werden auch Menschen als resilient bezeichnet, die eines der drei häufigsten Big-Five-Persönlichkeitsprofile aufweisen, mit niedrigem Neurotizismus-Wert und leicht überdurchschnittlichen Werten in den vier übrigen Dimensionen. In der Längsschnittstudie von Asendorpf und van Aken wurden resiliente Kinder von ihren Erzieherinnen als anpassungsfähig, belastbar, aufmerksam, tüchtig, gescheit, neugierig und voller Selbstvertrauen beschrieben.
Das negative Gegenstück zur Resilienz wird Vulnerabilität genannt. Vulnerabilität bedeutet, dass jemand besonders leicht durch äußere Einflüsse seelisch zu verletzen ist. Vulnerable Personen neigen besonders stark dazu, psychische Erkrankungen zu entwickeln.

### Abgrenzung des Begriffes
Mit Resilienz verwandt sind Entstehung und Erhaltung von Gesundheit (Salutogenese), Widerstandsfähigkeit (Hardiness), Bewältigungsstrategie (Coping) und Selbsterhaltung (Autopoiesis). In der Medizin bezeichnet Resilienz zum einen die Eindrückbarkeit von Gewebe bei Belastung und zum anderen die Fähigkeit, negativen Einflussfaktoren standzuhalten ohne eine psychische Störung zu entwickeln. Das Gegenteil von Resilienz ist Verwundbarkeit (Vulnerabilität).

## Geschichte der Resilienzforschung
Der Begriff der Resilienz (ego-resiliency) wurde in den 1950er Jahren vom US-amerikanischen Psychologen Jack Block (1924–2010) geprägt, der an der University of California, Berkeley zusammen mit seiner Frau Jeanne Humphrey Block in einer Langzeitstudie über 30 Jahre zum ersten Mal die Resilienzentwicklung von Kleinkindern bis zur Adoleszenz untersuchte, wobei er unter anderem einen deutlichen Zusammenhang zwischen früher Resilienz und späteren liberalen politischen Anschauungen sowie zwischen früher Vulnerabilität und späterem Konservatismus fand.
Der Schizophrenieforscher und Begründer der Entwicklungspsychopathologie Norman Garmezy (1918–2009), der seit 1961 an der University of Minnesota über die Auswirkungen von Stress auf die kindliche Entwicklung forschte, wird oft als „Großvater der Resilienztheorie“ bezeichnet. Er entdeckte, dass sich viele Kinder schizophrener Eltern zu erfolgreichen, glücklichen Erwachsenen entwickelten. Seine engste Mitarbeiterin Ann Masten führte seine Arbeit an der University of Minnesota weiter. Masten bezeichnete Resilienz als „gewöhnliche Magie“ (ordinary magic) und sagte: „Wir sind in einem Maß reprogrammierbar, wie es sich die Resilienzpioniere nicht einmal vorstellen konnten. Wir sind dynamische Systeme; wir können uns verändern.“
Der Soziologe und Psychologe Glen Elder führte den Resilienzbegriff in die Pädagogik ein. Er forschte über negative und positive Auswirkungen von Armut auf die Entwicklung von Kindern. In seinem wichtigsten Werk aus dem Jahr 1974 Children of the Great Depression (gemeint war die Wirtschaftskrise der 1930er Jahre) führt er aus, dass resiliente Kinder sich nicht als passiv begriffen, sondern als kompetente Akteure ihres eigenen Lebens. Insbesondere Mittelschichtskinder wurden durch Armut zu gefestigten Persönlichkeiten. Auch Garmezy kam zu ähnlichen Aussagen über die Rolle der Armut.
Der Durchbruch des Resilienzbegriffs wird häufig mit dem Namen der US-amerikanischen Forscherin Emmy Werner und dem ihrer Kollegin Ruth Smith verbunden. Werner legte 1971 eine Studie über die Kinder der Insel Kauaʻi vor, die als eine der Pionierstudien zum Thema Resilienz gilt. Im Rahmen dieser Studie wurden 698 Kinder des Jahrgangs 1955 aus schwierigen Verhältnissen von ihrer Geburt an über 40 Jahre beobachtet und getestet. Ein Drittel dieser Kinder wuchs trotz erschwerter Bedingungen zu lebenstüchtigen Erwachsenen heran, wobei die Resilienz sich im Zeitablauf und unter verschiedenen Umweltbedingungen veränderte. Werner zog daraus den Schluss, dass Resilienz erlernbar ist. Ihre Studie war jedoch nicht die erste zum Thema Resilienz. Sie selbst macht in ihrem Buch The children of Kauai bereits auf andere Studien zum gleichen Thema aufmerksam.
Der französische Ethologe, Neurologe und Psychiater Boris Cyrulnik, der kamerunische Erziehungswissenschaftler an der Universität in Hamburg Louis Henri Seukwa, die Schweizer Pädagogin Corina Wustmann, die indische Psychologin an der staatlichen Universität in Arizona Suniya S. Luthar und viele weitere Forscher haben sich intensiv mit Resilienz beschäftigt. Seit etwa 2000 hat das Forschungsthema Resilienz im Zusammenhang mit Migration international an Bedeutung gewonnen. Im Zusammenhang mit ökonomischen und ökologischen Krisen des 21. Jahrhunderts und insbesondere während der COVID-19-Pandemie trat die Untersuchung der Resilienz von Erwachsenen in den Vordergrund.
An der Universität Mainz wurde 2014 das „Deutsche Resilienz-Zentrum“ gegründet, in dem Neurowissenschaftler, Psychologen und Soziologen Strategien entwickeln, wie Menschen mit steigendem Leistungsdruck umgehen. Seit dem 1. Januar 2020 firmiert das DRZ unter dem Namen Leibniz-Institut für Resilienzforschung (LIR). Der Entwicklungspsychologe Klaus Fröhlich-Gildhoff gründete im Jahr 2004 das Zentrum für Kinder- und Jugendforschung an der Evangelischen Hochschule Freiburg, das sich mit dem Thema Resilienz befasst.

## Resilienzfaktoren
Wesentliche Faktoren, die die Resilienz einer Person beeinflussen, sind personale Faktoren, Umwelteinflüsse und Prozessfaktoren.
Zu den positiven, die Resilienz stärkenden Faktoren gehören
- erfahrene Fürsorge und Bindungsqualität in der Kindheit[21]
- Unterstützung durch die eigene Kultur, die Gemeinschaft, das soziale Umfeld, eigene Netzwerke und die schulische Umgebung[22][23]
- enge Partnerschaft, Liebe[24]
- Personale Faktoren: kognitive Fähigkeiten (z. B. Intelligenz, Fähigkeit, sich selbständig Informationen anzueignen, Entwicklung von Deutungs- und Sinngebungs-Modellen der Realität, Religiosität) wie auch emotionale Fähigkeiten (z. B. Emotions- und Handlungskontrolle), eine hohe Selbstwirksamkeitserwartung, Toleranz für Ungewissheit, die Fähigkeit, Beziehungen aktiv gestalten zu können oder die positive Einstellung gegenüber Problemen (Problemlösungsorientierung),[25][26][27] aber auch Humor[28] Ganzheitliche Ansätze beziehen auch den Körper als Quelle für Resilienz mit ein (z. B. gesunde Ernährung, ausreichend Bewegung und Schlaf).[29]
- Prozessfaktoren: die Fähigkeit, in der Krise Chancen und Perspektiven zu erkennen, die Akzeptanz des Unveränderbaren und die Konzentration aller Energien auf das als Nächstes zu Bewältigende und die dabei entwickelten Strategien.[30]

Negative Faktoren sind z. B. unsichere Bindungen, geringe kognitive Fertigkeiten und eine geringe Fähigkeit zur Selbstregulation von Anspannung und Entspannung sowie Fixierung auf Probleme.
Auch Gruppen oder Gemeinschaften können sich hinsichtlich ihrer Resilienz unterscheiden. Resilient sind in der Regel Gruppen, die einen starken Zusammenhalt haben, eher kollektivistisch als individuell orientiert sind und sich durch starke Werte auszeichnen, die von den meisten Leuten aus der entsprechenden Gruppe geteilt werden (in der Resilienzforschung als shared values bezeichnet).
Resilienz darf nicht statisch interpretiert werden. Wie der Prozess der Traumatisierung ist auch die Entwicklung von Resilienz sequenziell interpretierbar. Außerdem können Faktoren oder Strategien, die in einer bestimmten Situation Resilienz fördern, in anderen Situationen eher hinderlich für die Entwicklung von Resilienz sein. So spielt Armut eine ambivalente Rolle für die Entwicklung von Resilienz. Auch können positive Anpassungsleistungen, die als Ausdruck von Resilienz und Wachstum von Ressourcen interpretiert werden, mit Selbstberuhigungs-, Vermeidungs- und Verdrängungsstrategien einhergehen, hinter denen sich erhebliches Leid verbirgt.

### Einflussfaktoren für personen- und gruppenspezifische Resilienz

#### Armut
Kinder, die in Armut aufwachsen, sind häufiger Risiken und Frustrationen ausgesetzt als ihre besser gestellten Altersgenossen. Folgen davon sind unter anderem schlechtere Schulleistungen, häufigere kriminelle Auffälligkeit oder Drogenabhängigkeit und häufigeres Auftreten von Erkrankungen, wie zum Beispiel ADS (bei Kindern und Erwachsenen) oder Schizophrenie (bei Erwachsenen).
Forscher wie Emmy E. Werner, Dale R. Hawley und Laura DeHaan, A. E. Moriarty und P. Toussieng, K. H. Nuechterlein und Norman Garmezy untersuchten Kinder, die in großer Armut aufwuchsen, und kamen zu dem Ergebnis, dass bei vielen aller arm aufgewachsenen Kinder im Erwachsenenalter große Probleme bestanden. Glen H. Elder gelangte in seiner Studie Children of the Great Depression durch die Langzeitanalyse zweier Kohorten der Geburtsjahrgänge 1920/21 und der späten 1920er Jahre, die während der Weltwirtschaftskrise in Berkeley und Oakland aufgewachsen waren und den Zweiten Weltkrieg miterlebt hatten, zu dem Ergebnis, dass es den meisten in armen Verhältnissen aufgewachsenen Kindern im Erwachsenenalter relativ besser ging als Mittelschichtkindern. Intervenierende Variablen waren dabei u. a. die Heirat und der Zugang zu höherer Bildung. Garmezy fand, dass immerhin eine starke Minderheit der von Armut betroffenen Kinder offenbar bedingt durch diese Erfahrung eine größere Resilienz im Erwachsenenalter zeigten.

#### Familie
Dale R. Hawley und Laura DeHaan konstatieren, dass seit den 1990er Jahren die Familie ins Zentrum der Definition und Analyse von Resilienz gerückt ist.
Die Familien resilienter Kinder unterscheiden sich signifikant von denen nicht resilienter Kinder:
- Eltern resilienter Kinder haben häufiger eine bessere Bildung als Eltern nicht-resilienter Kinder und sind häufiger berufstätig als Eltern nicht-resilienter Kinder; auch schlecht bezahlte Berufstätigkeit der Eltern scheint die Kompetenzen der Kinder zu stärken.
- Resiliente Kinder haben häufig weniger Geschwister als nicht-resiliente Kinder. Sie wachsen aber seltener in Ein-Eltern-Familien auf als nicht-resiliente Kinder. In Ein-Eltern-Familien scheint es im Hinblick auf die Resilienzentwicklung schwieriger zu sein, bei einer alleinerziehenden Mutter aufzuwachsen als bei einem alleinerziehenden Vater, wobei Letzteres deutlich seltener vorkommt. Töchter alleinerziehender Mütter werden häufiger als Teenager schwanger, Söhne werden häufiger kriminell oder drogensüchtig. Ohne Vater aufzuwachsen, scheint für Jungen problematischer zu sein als für Mädchen.
- Eltern resilienter Kinder sind trotz ihrer Probleme meist freundlich, einfühlsam, unterstützend und nehmen Anteil am Leben ihrer Kinder.

Bei aller Vielfalt und Kontextspezifik von Schutzfaktoren zeigt sich, dass eine kontinuierliche, sichere Bindung zu einer Bezugsperson als ein entscheidender Schutzfaktor gewertet werden kann. Wenn eine solche familiäre Bezugsperson nicht vorhanden ist, suchen sich resiliente Kinder oft Bezugspersonen außerhalb der Familie. In diesem Fall verlassen sie nach der Schulzeit oft das negative Milieu ihrer Familie und suchen sich eine „bessere“ Umgebung.
Eine Untersuchung zur Resilienz von Lehrkräften in der Zeit der schweren Wirtschaftskrise der 2010er Jahre in Griechenland zeigt, dass ihre Resilienz mit der Bindung an die Familie (sowie mit der an ihre Kollegen) korreliert.

#### Migration
Im Zuge der Flüchtlingswellen, die seit den 1990er Jahren in Europa, Afrika und Nahost zu verzeichnen sind, spielt neben der Trauma- die Resilienzforschung eine immer größere Rolle, weil sie individuelles und soziales verantwortliches Handeln miteinschließen. Intakte soziale Beziehungen, Gesundheitsvorsorge und Gesundheitsförderung sind für die Resilienz von Bewohnern der Herkunftsländer von großer Bedeutung.

#### Einfluss von Ideologien
Eine resilienzsteigernde Wirkung wird dem ideologischen Commitment junger Israelis zugeschrieben, das ihre mögliche Traumatisierung durch politisch-militärische Unsicherheit verhindert.

#### Genetische Einflüsse
Die Ergebnisse von drei Zwillingsstudien von 2008, 2012 und 2014 deuten darauf hin, dass Resilienz-Eigenschaften zu 31–52 % genetisch bedingt sein können. Bei männlichen Personen ist die Erblichkeit höher als bei weiblichen.
Wird die Resilienz von Personen nicht anhand von Selbstauskünften oder Fremdauskünften bestimmt, sondern werden beide in einem sich ergänzenden Modell berücksichtigt, zeigt sich eine erheblich höhere Erblichkeit. So untersuchte eine Zwillingsstudie die Erblichkeit von Resilienz bei Heranwachsenden anhand der Auskünfte von Müttern, Vätern und der Kinder in über 1300 Familien mit über 2600 Zwillingen. Es zeigte sich, dass Unterschiede in dem zugrunde liegenden Faktor der Resilienz zu 70–77 % durch genetische Faktoren erklärbar sind.

#### Gen MAO-A
Es gibt Anzeichen dafür, dass die Wahrscheinlichkeit, nach Misshandlungen antisoziale Symptome zu entwickeln, nicht nur durch das Trauma, sondern auch durch genetische Veranlagung beeinflusst werden kann. Jungen mit X-chromosomal vererbter niedriger MAO-A-Aktivität haben nach mehreren Studien eine höhere Wahrscheinlichkeit, infolge traumatischer Erlebnisse im Laufe ihres Lebens Verhaltensstörungen zu entwickeln, als Jungen ohne diese genetische Variante. Die Gen-Umwelt-Interaktion auf diesem Gebiet ist jedoch hochkomplex und (Stand 2020) erst sehr wenig verstanden.
Das Gen für niedrige MAOA-Aktivität scheint darüber hinaus besonders bei Männern mit hohem Testosteron-Spiegel zu antisozialem Verhalten zu führen; bei Männern mit niedrigem Testosteron-Spiegel ist der Zusammenhang nicht so stark. Bei Männern ohne das Gen führte ein erhöhter Testosteron-Level hingegen nicht zu antisozialem Verhalten (siehe auch: Warrior Gene).

### Beispiele für erhöhte gruppenspezifische Resilienz
In der Psychologie, Pädagogik und Soziologie werden nicht nur Einzelpersonen, sondern auch Bevölkerungsgruppen, die erschwerte Bedingungen ohne Beeinträchtigung durchstehen, als resilient bezeichnet. Im Fokus steht hier die Widerstandskraft bzw. Verwundbarkeit von Gruppen angesichts sozialer und sozialpsychologischer Risikofaktoren, wie z. B. mangelnder Schulbildung, Kinderarmut, zerrütteter Elternhäuser, Heimbetreuung, Migration usw. sowie neuerdings die Diskussion um gezielte Resilienzförderung in Sozialisationseinrichtungen (Zander 2011) und um Präventivangebote, die über das Training der Fähigkeiten des Einzelnen hinausgehen. Dabei spielt die Einbindung in soziale Netzwerke eine große Rolle. Allerdings existieren nur wenige Längsschnittstudien über die langfristige Wirkung dieser Faktoren; die meisten Forschungsprojekte wurden in den USA durchgeführt.

#### US-Amerikaner japanischer Abstammung
Eine der ersten Arbeiten zu diesem Thema stammt aus dem Jahr 1956 und beschäftigt sich mit US-Amerikanern japanischer Abstammung. William Caudill und George DeVos stellten sich die Frage, wie es diese schafften, mit Rassismus und Vorurteilen in den Schulen umzugehen. Obwohl in der Arbeit das Wort Resilienz nicht gebraucht wird, werden hier schon die Faktoren genannt, die später von der Resilienzforschung thematisiert wurden. Caudill und DeVos stellten eine starke Leistungsmotivation und ein starkes elterliches Engagement fest. Heute werden ihre Arbeiten aus methodischen Gründen kritisiert, jedoch sollten sie hier als Vorläufer genannt werden.

#### Vietnamesen (Boat People) in den USA

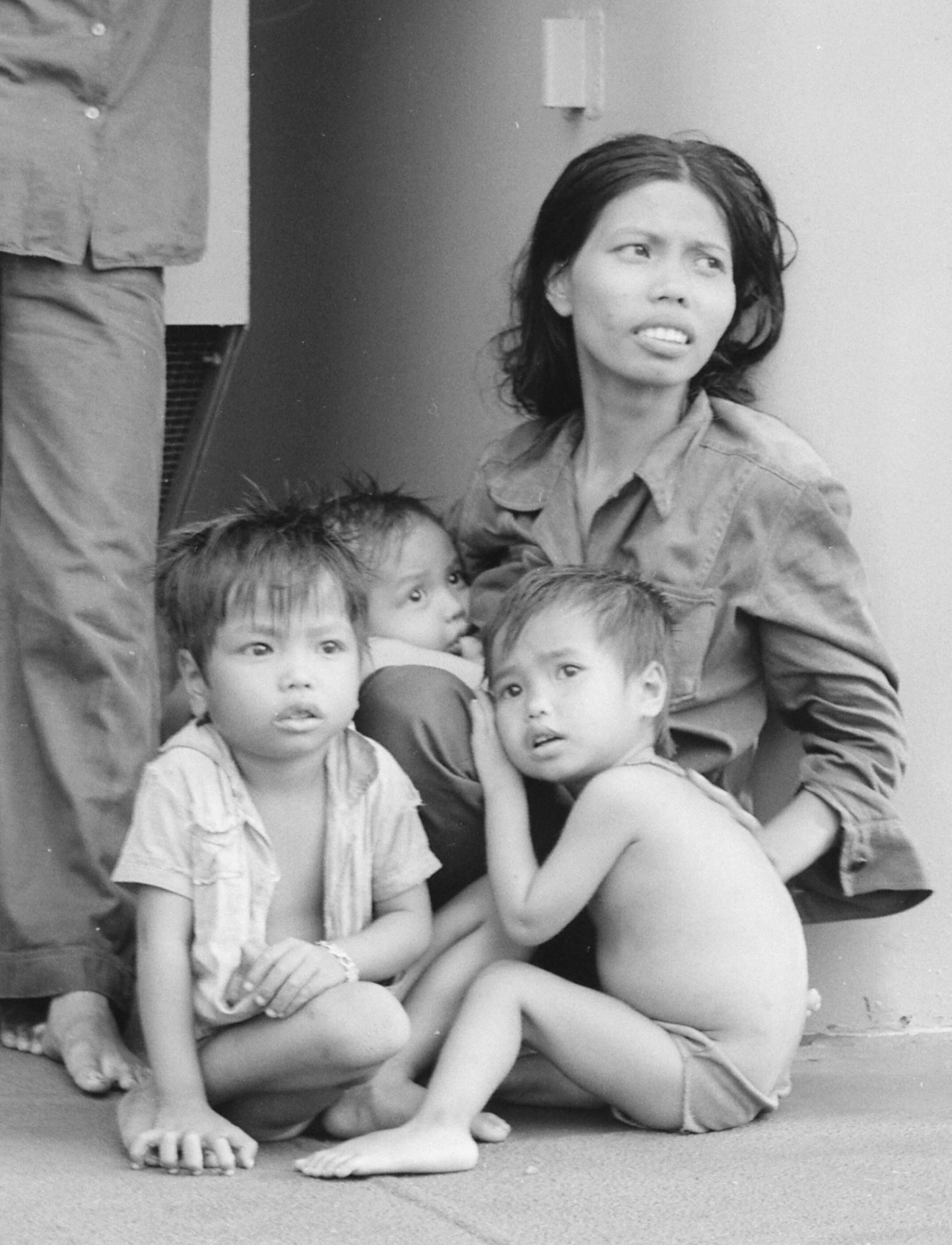
Boat-People-Familie auf amerikanischem Schiff

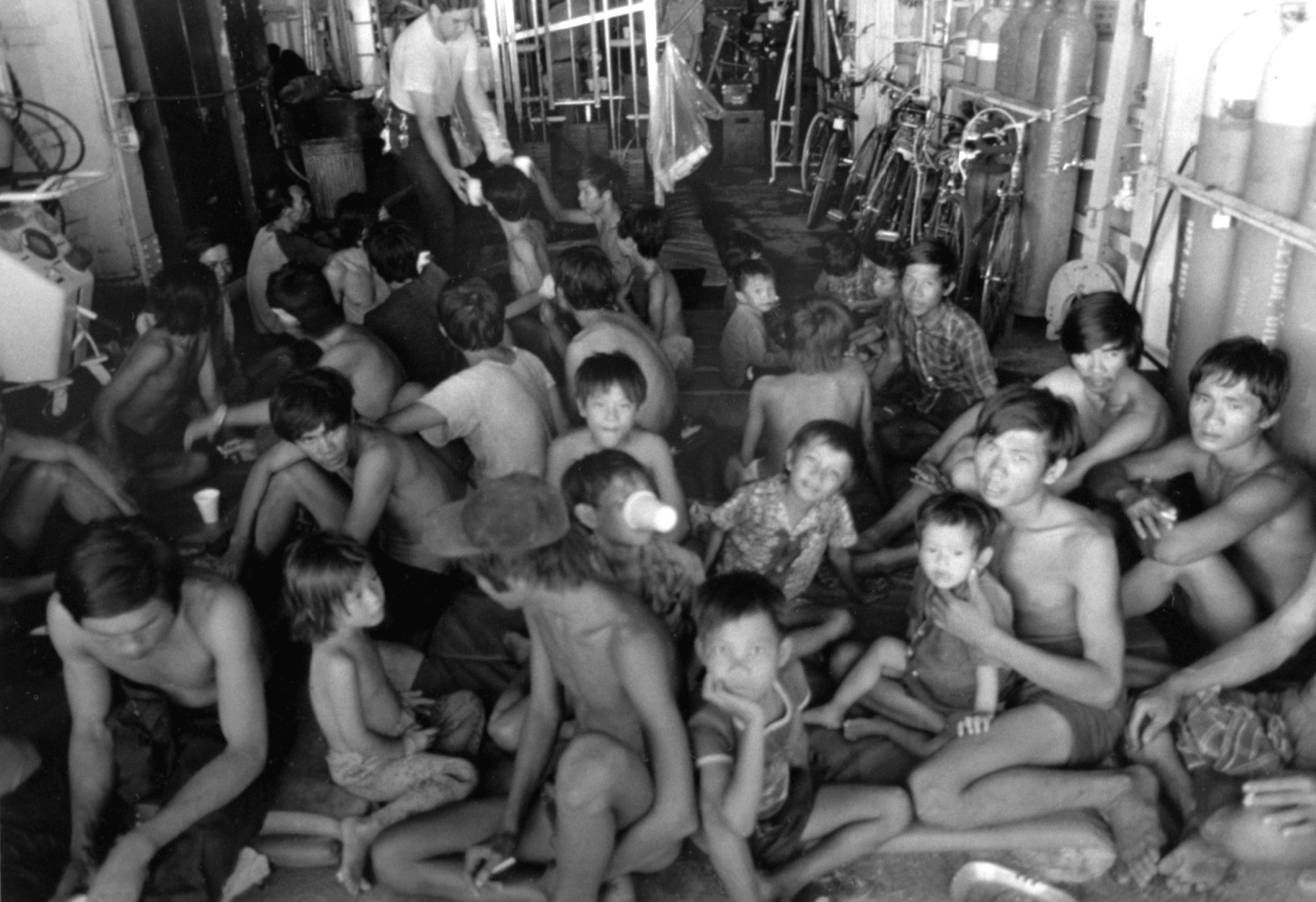
Gerettete Boat People auf amerikanischem Schiff

Caplans Hauptinteresse gilt jedoch den Kindern der Boat People. Als „Boat People“ wurden in den 1970er und Anfang der 1980er Jahre vietnamesische Flüchtlinge bekannt, die nach dem Vietnamkrieg aus Angst vor dem neuen kommunistischen Regime (dem Vietcong) mit Booten über das südchinesische Meer flohen. Viele dieser Flüchtlinge suchten eine bessere Zukunft in den USA. Sie schienen chancenlos, besaßen oft nur die Kleidung, in der sie ankamen, und sprachen kein Englisch. Über die Hälfte der Eltern hatte nur fünf Jahre lang oder kürzer die Schule besucht. Diese Flüchtlinge lebten oft in den ärmsten Wohngegenden der großen Städte. Gemäß dem Einkommen der Eltern gingen die Kinder auf die (unterfinanzierten) öffentlichen Schulen. Die Wissenschaft war erstaunt, als die Flüchtlingskinder bei allen Leistungstests besser abschnitten als Kinder aus der Mittelschicht.
Nathan Caplan, Marcella H. Choy und John K. Whitmore suchten nach Gründen dafür. Sie betrachteten eine zufällige Stichprobe von 200 Familien der Boat People. Diese Familien hatten zusammen 536 Kinder im Schulalter. Zuerst wurde getestet, ob die Beobachtung, dass die Kinder der Boat People besonders leistungsstark sind, auch auf diese Kinder zutraf. Die Kinder wurden mit einem Leistungstest, dem CAT (Computergestütztes Adaptives Testverfahren), getestet. Wie erwartet schnitten auch die Kinder dieser Stichprobe in fast allen Bereichen besser ab als Kinder aus der weißen Mittelschicht, besonders im mathematischen Bereich. Lediglich im sprachlichen Bereich schnitten die Kinder etwas schlechter ab als Kinder der weißen Mittelschicht.
Eines der auffälligsten Ergebnisse der Studie war, dass Kinder mit vielen Geschwistern sich als leistungsstärker erwiesen als Kinder mit wenigen Geschwistern oder gar Einzelkinder. Um das zu verstehen, muss man die Rolle verstehen, die die Familie in der vietnamesischen Kultur spielt. Die vietnamesische Kultur ist eher kollektivistisch orientiert geprägt: Die Wünsche des Individuums sind weniger wichtig als die Bedürfnisse der Familie als Gruppe.
Von älteren Geschwistern wird erwartet, dass sie ihren jüngeren Geschwistern bei den Hausaufgaben helfen. Davon profitieren die Kinder gewaltig. Sie lernten von ihren Geschwistern nicht nur Fakten, sondern auch akademische Strategien und Werthaltungen. Oft waren auch jüngere, noch nicht schulpflichtige Kinder anwesend. Auch sie lernten anscheinend spielerisch, indem sie ihre Geschwister beobachteten.
Die Hausaufgaben wurden meist in der Küche am Küchentisch gemacht; ein eigenes Kinderzimmer oder einen eigenen Schreibtisch gab es nur in den wenigsten Fällen. Doch nicht die materiellen Bedingungen, sondern die Liebe zum Lernen scheinen wichtig für die Schullaufbahn zu sein. Es konnte nachgewiesen werden, dass die Kinder der Boat People pro Tag durchschnittlich drei Stunden und zehn Minuten mit Lernen und Hausaufgaben verbrachten. Im Durchschnitt verbrachten amerikanische Schüler dagegen nur eine Stunde und 30 Minuten pro Tag mit diesen Tätigkeiten.
Es konnte nachgewiesen werden, dass für die Kinder der Boat People Bildung ein wichtigerer Wert war als für die Kinder der weißen Amerikaner. In Vietnam galt Bildung früher als Privileg; nur wenige reiche Familien konnten es sich leisten, ihren Kindern eine gute Ausbildung zu ermöglichen. Laut Caplan, Choy und Whitmore ist dies einer der Gründe für den Erfolg der vietnamesischen Kinder. Obwohl man nicht davon sprechen kann, dass in Amerika die Herkunft bei der Bildung keine Rolle spielen würde, sahen sie hier ihre Chancen. Sie bemerkten, dass sie mehr Chancen hatten als ihre Eltern in Vietnam, und diese wollten sie nutzen. Auch die Eltern, welche in vielen Fällen nicht die Möglichkeit einer guten Bildung gehabt hatten, wünschten, dass es ihre Kinder einmal besser haben würden, so dass sie diese motivierten, da sie die Wichtigkeit guter Bildung erkannt hatten.

#### US-amerikanische Mittelschicht in der Zeit der Großen Depression

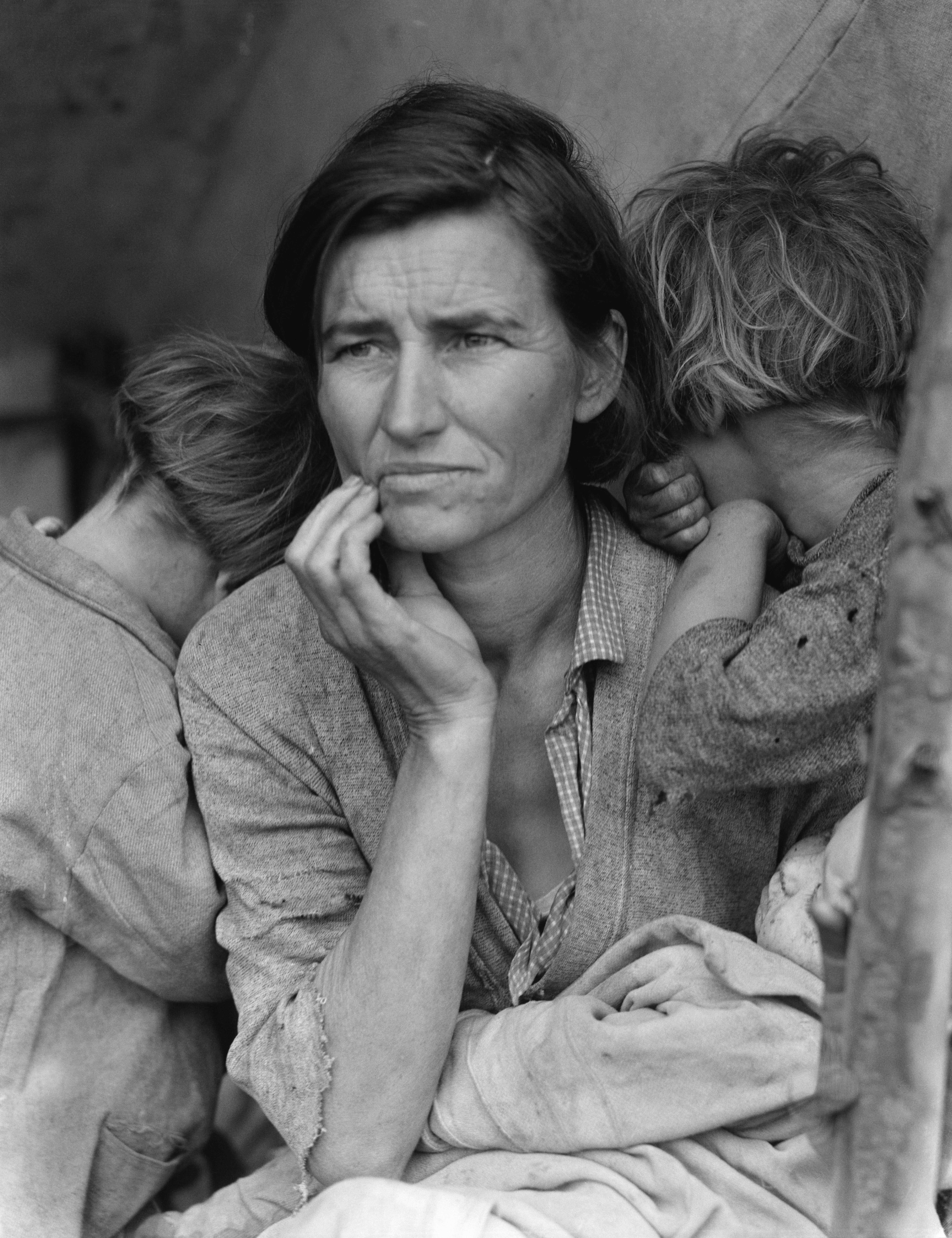
Heimatlose Mutter (Dokumentarfoto, Dorothea Lange, 1936)

Glen Elder (1974) untersuchte den Lebenslauf von Kindern aus verschiedenen Schichten, deren Familien durch die Große Depression in Armut geraten waren. Dafür griff er auf Daten einer Längsschnittstudie der University of California, Berkeley zurück. Anscheinend hatte Armut auf Heranwachsende der amerikanischen Mittelschicht eher positive als negative Konsequenzen. Sie schienen daran zu wachsen und ihre Persönlichkeit schien stärker zu werden. Sie waren tendenziell sogar etwas erfolgreicher als Kinder aus nie verarmten Mittelschichtsfamilien. Arbeiterkinder aus verarmten Familien hingegen waren im späteren Leben weniger erfolgreich als Mittelschichtskinder. Auch zeigten sich hier deutliche Auswirkungen der Armut: Zum Beispiel erwarben sie seltener einen Hochschulabschluss als Arbeiterkinder aus nie verarmten Familien. Doch auch unter ihnen gab es viele Sozialaufsteiger. Sowohl unter Männern aus Arbeiterfamilien als auch unter Männern aus Mittelschichtsfamilien lässt sich ein starker Einfluss der Armut auf die Werthaltungen feststellen, der aber nicht unbedingt negativ sein muss. So sind in Armut aufgewachsene Männer etwa Kindern gegenüber positiver eingestellt als Männer, die nie arm waren. Sie haben starke Familienwerte und ein konservatives Familienbild.
Zusammenfassend lässt sich sagen: Die Armut zur Zeit der großen Depression hatte erstaunlich wenig negative Auswirkungen auf das Leben dieser Jungen. Clausen macht ähnliche Beobachtungen. Die Gründe dafür sind vielfältig.
Folgende Tabelle vergleicht zwei Gruppen von Männern aus Oakland. Beide Gruppen kommen aus Elternhäusern, die vor der Zeit der Großen Depression zur Mittelschicht gehörten. Durch die Große Depression verarmten Teile der Mittelschicht. Es werden Männer, die wegen der Großen Depression unterhalb des Existenzminimums aufwachsen mussten, mit Männern verglichen, deren Familien niemals arm waren. Es zeigten sich keine negativen Auswirkungen der Armut. Tendenziell scheinen unterhalb des Existenzminimums aufgewachsene Männer beruflich etwas erfolgreicher zu sein.
|                                                           | niemals arm | unterhalb des Existenzminimums aufgewachsen |
| --------------------------------------------------------- | ----------- | ------------------------------------------- |
| Alter bei der ersten Heirat in Jahren (Median)            | 23,8        | 23,3                                        |
| Alter bei der Geburt des ersten Kindes (Median)           | 26,5        | 26,2                                        |
| Erreichen eines Universitätsabschlusses                   | 61 %        | 60 %                                        |
| Berufsstatus im Jahre 1958 (1 = hoch, 7 = niedrig)        | 2,5         | 2,2                                         |
| 1958 Angehöriger der oberen Mittelschicht                 | 39 %        | 45 %                                        |
| 1958 Angehöriger der unteren oder mittleren Mittelschicht | 48 %        | 45 %                                        |
| 1958 Angehöriger der Arbeiterklasse                       | 13 %        | 10 %                                        |

#### Kinder armer US-amerikanischer Farmer
In späteren Jahren beschäftigte Elder sich mit den Kindern US-amerikanischer Farmer. In den 1980er Jahren kam es zu einer Krise der amerikanischen Landwirtschaft. Ein Teil der Farmerfamilien musste nun unter der Armutsgrenze leben. Doch deren Kinder meisterten die damit verbundenen Härten. Sie waren sowohl auf akademischen Gebieten erfolgreich als auch sozial gut integriert. Elder und Conger sehen dafür folgende Gründe:
- starke intergenerationale Bindungen,
- Sozialisation in produktive Rollen,
- starkes Engagement der Eltern,
- Engagement der Kirchen, der Schulen und der ländlichen Gemeinschaft.[61]

#### Traumatisierte Adoptivkinder
Clark und Hanisee untersuchten die Entwicklung von aus Drittweltländern adoptierten Kindern, die unterernährt waren und traumatische Kindheitserfahrungen gemacht hatten. Die Kinder wurden von amerikanischen Familien aus der oberen Mittelschicht adoptiert. Entgegen der Annahme, dass diese Kinder unter schweren Beeinträchtigungen leiden würden, erwiesen sie sich als überdurchschnittlich intelligent und überdurchschnittlich sozial kompetent. Beim Peabody Picture Vocabulary Test erreichten sie einen Intelligenzquotienten (IQ) von 120, auf der Vineland Social Maturity Scale erreichten sie 137 Punkte (100 Punkte gelten als Durchschnitt, 137 als außerordentlich gut). Clark und Hanisee kamen zu dem Ergebnis, dass unterernährte und traumatisierte Kinder sich als erstaunlich resilient erweisen können.

#### Religion

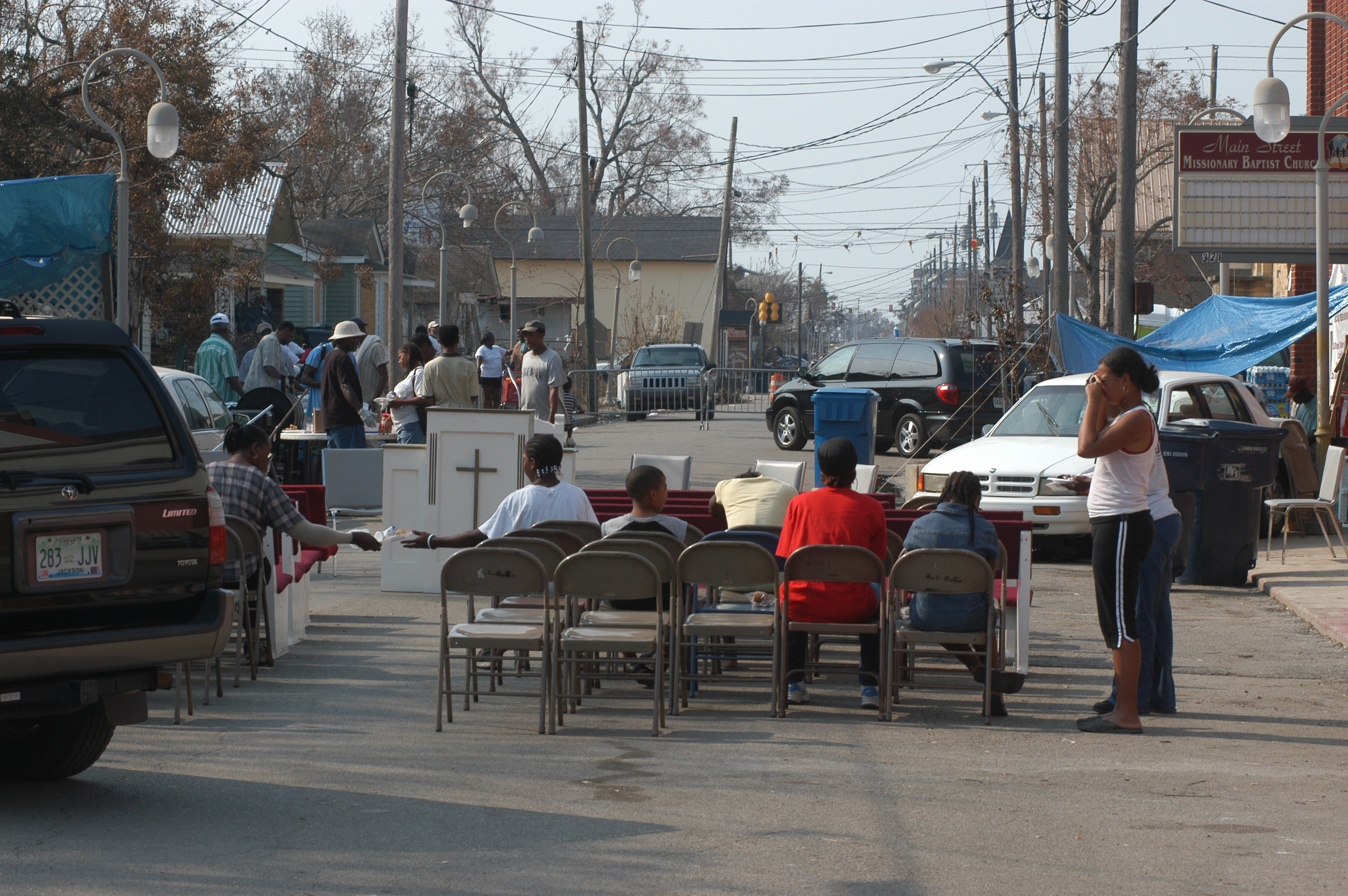
Main Street Missionary Baptist Church; Vorbereitungen für einen Straßengottesdient nach dem Hurricane Katrina in Biloxi, Mississippi

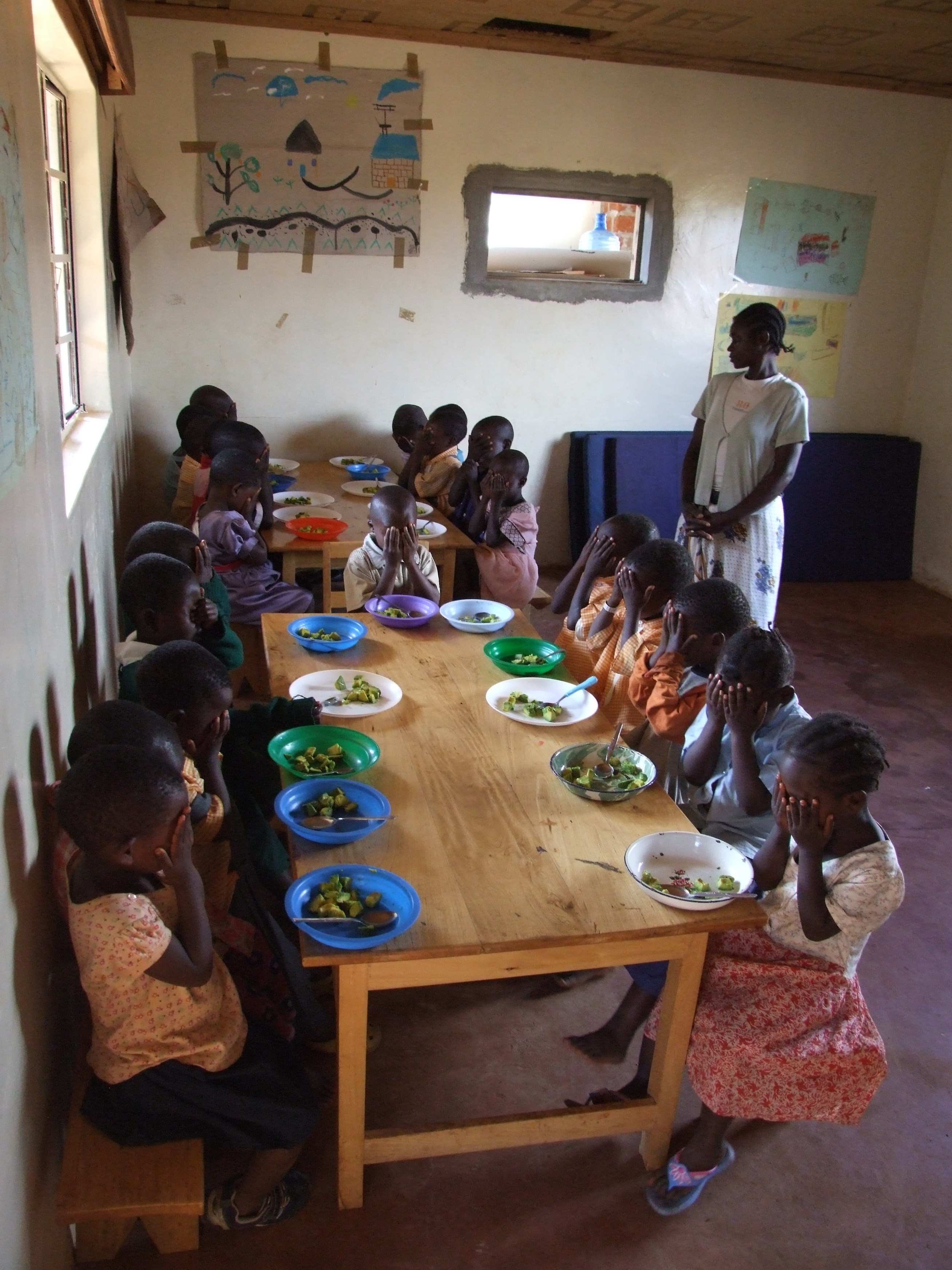
Betende Waisenkinder in Nyota, Kenia

Beispielsweise wurde festgestellt, dass nach den Verwüstungen durch den Hurricane Katrina in New Orleans die Nachbarschaft rund um die katholische Mary Queen of Viet Nam Church als eine der ersten wieder aufgebaut war. Dabei handelte es sich um eine der ärmsten Nachbarschaften von New Orleans. Die Kirche rief ein Programm namens Mary Queen of Viet Nam Community Development Corporation (MQVN CDC) ins Leben. Nachbarn halfen sich gegenseitig, nach den Verwüstungen ein neues Leben aufzubauen. Es stellte sich die Frage, wie es zu der großen Bereitschaft kam, an diesem Programm teilzunehmen und seinen Nachbarn zu helfen, selbst wenn man keinen direkten Nutzen davon hatte. Nachforschungen ergaben, dass durch den von vielen Nachbarn gelebten gemeinsamen Glauben ein eng geknüpftes soziales Netzwerk mit der Mary Queen of Viet Nam Church als Zentrum bestand. Nach Studien von Caplan, Rumbaut und Ima sowie Bankston und Zhou waren katholische vietnamesischstämmige Amerikaner noch erfolgreicher als vietnamesischstämmige Amerikaner, die einer anderen Religionsgemeinschaft angehörten. Der häufige Besuch der katholischen Kirche führte zu einer stärkeren Einbindung in soziale Netzwerke, die zum einen Unterstützungsleistungen boten und zum anderen auch Werte vermittelten. Dies führte zu einer starken Aufwärtsmobilität.

#### Spanische Einwanderer in Deutschland
Ein weiteres Beispiel für Resilienz sind die Kinder der spanischen Arbeitsmigranten, die als Gastarbeiter nach Deutschland kamen. Die Frage, ob Migration an sich einen Risikofaktor darstellt, wird meist positiv beantwortet. Erfolgreich bewältigte Migrationsrisiken können jedoch die Resilienz stärken. Wegen der verbreiteten Armut und der Diktatur des Francisco Franco kamen in den 1970er Jahren viele Spanier nach Deutschland, um dort eine bessere Zukunft zu finden. Die Masse der spanischen Einwanderer war relativ ungebildet und stammte aus benachteiligten Gegenden des Landes. Das Franco-Regime hatte das Bildungssystem wenig entwickelt, die Schulen boten nicht ausreichend viele Plätze für die Kinder. Die Kinder der spanischen Migranten hatten mit den typischen Gastarbeiterproblemen zu kämpfen. Heute sind sie in der Mitte der Gesellschaft angekommen und besetzen ähnliche Berufspositionen wie Deutsche. Erklärt werden kann dieser Aufschwung mit der starken Selbstorganisation der spanischen Einwanderer und einer gezielten Bejahung der vollen Integration in das deutsche Schulsystem. Das wurde zum Teil gegen die Behörden durchgesetzt, die Sonderklassen für Migranten bilden wollten. Dies führte zu guten Schulabschlüssen, frühen Erfolgen bei der Vermittlung von Lehrstellen und entsprechenden Berufserfolgen. Kaum ein spanischer Schüler verlässt die Schule ohne Abschluss.

## Kindliche Resilienz

### Merkmale kindlicher Resilienz

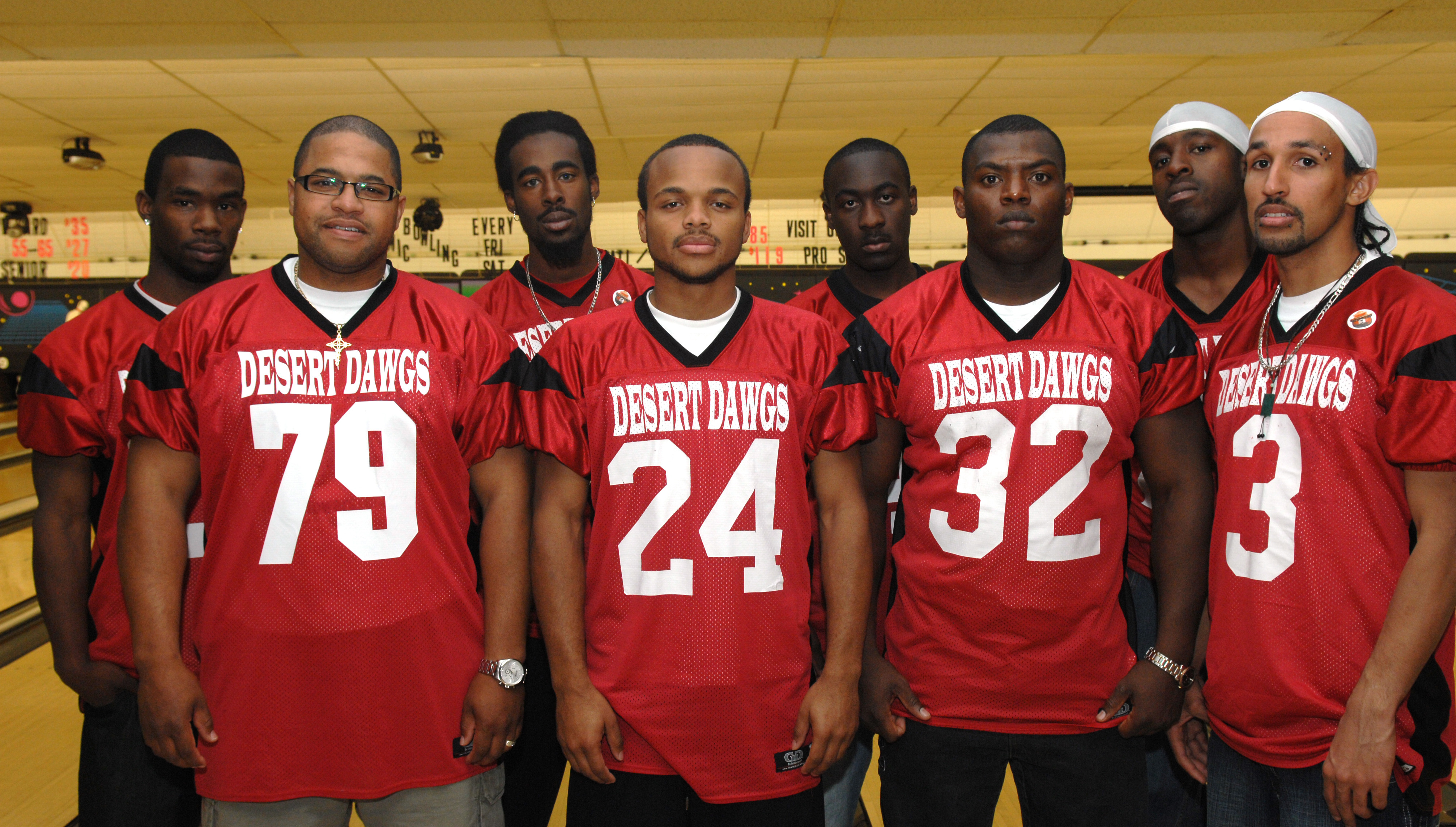
Big Brothers/Big Sisters, Freiwillige

Resiliente Kinder unterschieden sich durch eine Reihe von Eigenschaften von nicht-resilienten Kindern:
- Es sind häufiger Mädchen als Jungen. Resiliente Jungen sind eher „untypische“ Jungen. Sie sind weniger aggressiv und mehr auf andere bezogen als nicht resiliente Jungen.
- Intelligente Kinder sind tendenziell resilienter als weniger intelligente Kinder.
- Resiliente Kinder sind oft Überleister, d. h. sie bringen bessere Schulleistungen, als es von ihrer Intelligenz her zu erwarten wäre.
- Sie haben ihre Impulse eher unter Kontrolle als nicht resiliente Kinder und sind disziplinierter.
- Sie sind eher in der Lage zum Belohnungsaufschub als nichtresiliente Kinder.
- Resiliente Kinder sind anderen Menschen zugewandt, sie reagieren positiv auf Aufmerksamkeit.
- Resiliente Kinder sind einfühlsamer und emotionaler als nichtresiliente Kinder.
- Sie sprechen eher über ihre Gefühle.
- Sie sind vertrauensvoller und weniger aggressiv.
- Entgegen dem Vorurteil, das viele Leute vielleicht hegen, sind resiliente Kinder nicht hart im Nehmen oder „zäh“. Das Gegenteil ist der Fall, sie ersuchen andere eher um Hilfe als nichtresiliente Kinder und geben Schwächen eher zu.
- Resiliente Kinder haben eine realistische Selbsteinschätzung und realistische Zukunftsvorstellungen.
- Sie sind sozial angepasster als nichtresiliente Kinder, „leichter zu lenken“ und versuchen, den Erwartungen Erwachsener gerecht zu werden.
- Sie sind interessiert an Menschen, Sachen und Ideen und lernen gerne. In der Regel gehen sie gerne zur Schule.
- Sie haben eine stärkere internale Kontrollüberzeugung.

### Förderungsmöglichkeiten kindlicher Resilienz

#### Innerfamiliär
Eltern und ältere Geschwister können laut Studien dazu beitragen, dass ein Kind Resilienz entwickelt. Nathan Caplan und andere beschäftigten sich mit Flüchtlingsfamilien in den USA, die in Armut lebten und deren Eltern eine geringe Bildung hatten. Sie stellten fest, dass sich die Mehrheit ihrer Kinder als resilient erwies. Emotional am stabilsten und schulisch am erfolgreichsten waren jedoch Untersuchungen zufolge die Kinder aus den Familien, wo sowohl von Eltern (obwohl diese Eltern selbst keine gute Bildung hatten) als auch von älteren Geschwistern viel Wert auf Bildung gelegt wurde und Bildung außerdem nicht als Mittel zum Zweck betrachtet wurde, sondern als Selbstzweck. Einen ganz besonders positiven Einfluss hatte es, wenn die Eltern den Kindern vorlasen. In 45 % der Flüchtlingsfamilien war dies der Fall. Dabei spielte es keine Rolle, ob sie englische Bücher oder Bücher in ihrer Heimatsprache vorlasen. Es kommt, laut Caplan und Choy, eher darauf an, dass das Vorlesen die emotionale Bindung zwischen Eltern und Kindern stärkt. Kinder profitieren von Eltern, die sich nicht isolieren, sondern aktiv den Kontakt zu Gleichgesinnten suchen und (etwa in sozialen Gruppen) Verantwortung übernehmen.
Auch die Großeltern könnten eine Rolle spielen: Kinder ohne Kontakt zu ihren Großeltern mussten häufiger als „vulnerabel“ eingestuft werden.

#### Außerfamilär
Eine Meta-Analyse fasste die Studienergebnisse zu den Wirkungen von Resilienztrainings bei Kindern und Jugendlichen zusammen. Nur im Wirkungsbereich des Verhaltens (insgesamt 57 Studien) hatten die Trainings einen kleinen Effekt, etwa bei der Häufigkeit von Schlafstörungen oder Alkoholkonsum. Im Wirkungsbereich der Copingstrategien (118 Studien), der Emotionen (39), der Resilienz im eigentlichen Sinne (72), der psychiatrischen Symptome (83) und des Wohlbefindens (116) waren die Effekte zwar positiv, aber so gering, dass sie als nicht mehr von praktischer Bedeutung bewertet wurden.

## Resilienztraining

### Wirksamkeit
Eine Meta-Analyse von 197 Studien stützt zu einem gewissen Grad die allgemeine Wirksamkeit von Resilienztrainings und -maßnahmen. Insgesamt zeigen die Ergebnisse eine Kontextabhängigkeit der Resilienz. Es gibt keinen universellen Ansatz für Resilienztrainings. Stattdessen unterscheiden kontextbezogene Faktoren maßgeblich, welche Arten von Resilienzmaßnahmen welcher Bevölkerungsgruppe unter welchen Bedingungen oder Umständen zugutekommen. Die folgende Tabelle gibt eine Übersicht darüber, inwieweit die jeweiligen Faktoren die Wirksamkeit eines Resilienztrainings beeinflussen:
| Beeinflussender Faktor     | Beeinflussender Faktor                          | Wirksamkeit |
| Alter der Zielgruppen      | Kinder/Jugendliche                              | 0           |
| Alter der Zielgruppen      | Erwachsene                                      | +           |
| Alter der Zielgruppen      | Gemischt                                        | 0           |
| Geschlecht der Zielgruppen | Weiblich                                        | 0           |
| Geschlecht der Zielgruppen | Männlich                                        | 0           |
| Geschlecht der Zielgruppen | Gemischt                                        | +           |
| Maßnahme basierend auf     | Evidenzbasiert (z. B. CBT)                      | +           |
| Maßnahme basierend auf     | Achtsamkeit                                     | 0           |
| Maßnahme basierend auf     | Körperliche Aktivität                           | 0           |
| Maßnahme basierend auf     | Psychoedukation                                 | 0           |
| Maßnahme basierend auf     | Soziale Unterstützung                           | +           |
| Maßnahme basierend auf     | Sonstige (z. B. Musik-, Tiergestützte Therapie) | +           |
| Herkunft der Zielgruppe    | Risikogruppen                                   | 0           |
| Herkunft der Zielgruppe    | Auf kommunaler Ebene                            | 0           |
| Herkunft der Zielgruppe    | Bildungsbereich (z. B. Schüler)                 | 0           |
| Herkunft der Zielgruppe    | Allgemein                                       | 0           |
| Herkunft der Zielgruppe    | Gesundheit/klinische Gruppen                    | +           |
| Herkunft der Zielgruppe    | Beruflicher Kontext                             | +           |
| Herkunft der Zielgruppe    | Beziehung                                       | +           |
| Herkunft der Zielgruppe    | Trauma                                          | +           |
| Grad des Risikos           | leicht                                          | 0           |
| Grad des Risikos           | mittel                                          | +           |
| Grad des Risikos           | schwer                                          | 0           |

Erläuterung: +: Effekt erreicht die Größe für einen kleinen Effekt von praktischer Bedeutung. 0: Effekt erreicht nicht die Größe für einen Effekt von praktischer Bedeutung.

### Initiationsriten
Auch Initiationsriten können als eine Art von Resilienztraining wirken.

### Resilienztraining bei der Armee
Die US Army hat zusammen mit der University of Pennsylvania seit 2009 ein aufwändiges Resilienztraining für Soldaten und ihre Angehörigen sowie für zivile Mitarbeiter auf der Grundlage des Positive Psychology Program der Hochschule entwickelt und getestet. Trainiert werden die emotionale, soziale, spirituelle, familiäre und physische Resilienz. Das Training wird heute von privaten Einrichtungen angeboten. Das Trainingsvolumen beträgt über 100 Millionen US-Dollar pro Jahr. Das Training erfolgt sowohl während der Grundausbildung der Soldaten (Battlemind – Lifecycle) als auch in der spezifischen Einsatzvor- und Nachbetreuung (Battlemind – Deployment Cycle). Die Resilienz der Soldaten wird mittels eines Comprehensive Soldier & Family Fitness Score bewertet. Dieser Test steht auch in Form einer Online-Selbstbewertung zur Verfügung.
Auch bei der Bundeswehr gewinnt die „psychische Ressourcenstärkung“ an Bedeutung, nachdem von Anfang 2009 bis Juli 2011 etwa 2500 Soldaten mit einer einsatzbedingten psychischen Erkrankung in einem Bundeswehrkrankenhaus behandelt wurden.

### Design Thinking
Eine Methode zum Training der Resilienz ist Design Thinking. Zum einen fördert das Arbeiten in heterogenen Teams, wie es Design Thinking praktiziert, die Resilienz gegenüber auftretenden Problemen im Innovationsprozess. Zum anderen entwickelt die Anwendung von Design Thinking das individuelle Verständnis von Resilienz.

## Resilienz und psychische Gesundheit
In einer Meta-Analyse von 60 Studien wurde der Zusammenhang zwischen psychischer Gesundheit und Resilienz untersucht. Die Studie kam zu dem Ergebnis, dass höhere Resilienz mit einer höheren psychischen Gesundheit einhergeht. Resilienz und psychische Gesundheit hingen dabei mit einer mittleren Effektstärke zusammen, was aber von weiteren Faktoren beeinflusst wurde. So verringerte sich mit zunehmendem Alter dabei der Zusammenhang zwischen Resilienz und negativen Indikatoren für psychische Gesundheit wie z. B. Ängsten und Depressionen. Bei männlichen Personen hatte die Resilienz einen geringeren Effekt auf die psychische Gesundheit als bei weiblichen. Belastende Lebenssituationen oder Notlagen verringerten ebenfalls den Zusammenhang.

## Erinnerungsverdrängung nach Traumata und Resilienz
Eine Studie an Personen, die den Terroranschlägen von Paris 2015 ausgesetzt waren, untersuchte die Bedeutung der Unterdrückung von Erinnerung für Resilienz. Diese Ergebnisse legen nahe, dass eine Störung beim Abspeichern von Erinnerungen erklären kann, warum fehlangepasste und erfolglose Versuche, Erinnerungen zu unterdrücken, häufig bei PTBS auftreten. Die Fähigkeit zum Verdrängen von Erinnerungen scheint für eine positive Anpassung nach potentiell traumatisierenden Ereignissen von zentraler Bedeutung zu sein.

## Grenzen der Resilienz und Kritik des Ansatzes
Viele psychotherapeutische Ansätze und Managementtraining argumentieren, dass negative Lebensereignisse als Chance zu emotionalem Wachstum begriffen werden müssen („Posttraumatisches Wachstum“). Allerdings gelten viele, die das nicht können, schnell als „psychisch unreif“. „Sei resilient!“ werde so zur „Aufforderung, die eigene Sensibilität zu verlernen und sich gegen die Zumutungen unzumutbarer Lebensbedingungen zu immunisieren“.
Resiliente Personen besitzen die Fähigkeit, Möglichkeiten zu ergreifen, wo sie sich bieten. Doch dort, wo sich keine Möglichkeiten bieten, z. B. in wirtschaftlichen Dauerkrisen, sind selbst resiliente Personen machtlos. Elder warnt unter Bezug auf die Folgen der Großen Depression in den Jahren nach 1929: […] not even great talent and industry can ensure life success over adversity without opportunity (dt.: nicht einmal großes Talent und Fleiß gewährleisten das Besiegen von Widrigkeiten, wenn die Gelegenheit fehlt).
Kritiker wie Klaus Ottomeyer oder Thomas von Freyberg sehen in der allgegenwärtigen Verwendung des Resilienzbegriffs einen Hinweis auf die Tendenz zur Individualisierung gesellschaftlicher Risiken und zur Privatisierung sozialer Verantwortung. Ottomeyer spricht sogar vom „Neoliberalismus in der Psychotherapie“. Der Resilienz-Hype suggeriere, dass ein Allheilmittel gegen Krisen und Probleme aller Art gefunden worden sei.
Die Kritik am Umgang mit dem Resilienz-Begriff sieht das Problem nicht in der Stärkung der Widerstandskraft der Menschen und der Unterstützung von Personen, sich vor Katastrophen zu schützen; jedoch in der damit einhergehenden Tendenz, gewaltsame Verhältnisse als gegeben zu akzeptieren und lediglich einen Umgang damit zu finden. Dies führe dazu, so die weitere Kritik auf einer Tagung zum Thema „Fit für die Katastrophe? – Der Resilienzdiskurs in Politik und Hilfe“, organisiert 2015 von medico international, dass die Belastung und strukturellen Probleme aus dem Fokus geraten und als gegeben angenommen werden. Somit tritt eine Veränderung und Bekämpfung der bestehenden oder aufkommenden Probleme und der Ursachen in den Hintergrund. Dies unterstützt eine Tendenz der Entlastung politischer Akteure an der Bearbeitung und Vermeidung der Ursachen, hin zu einem individualisierten Umgang der Einzelpersonen mit den Symptomen. Somit stabilisiere sie eher die prekären bzw. gewaltvollen Verhältnisse, welche potenziell zu Traumata führen, anstatt sie zu bearbeiten. Der britische Professor für politische Theorie Mark Neocleous von der Brunel University rief daher sogar zum Widerstand gegen die Resilienzbegeisterung auf. „Die Sprache der Resilienz bereitet uns auf den Krieg vor“, postulierte er auf der medico-Tagung. Das Gerede von der psychischen Widerstandskraft schaffe eine „Kultur des Vorbereitetseins auf die Katastrophe“.
Eine Meta-Analyse von über 400 Studien untersuchte 2014 den prädiktiven Nutzen des psychologischen Konstrukts Resilienz. Dieser wurde daran bestimmt, inwieweit die gemessene Resilienz in der Lage ist, zusätzlich zu den etablierten Big-Five-Persönlichkeitsmerkmalen andere Variablen wie etwa Optimismus, Depression oder Lebenszufriedenheit bei einer Person vorherzusagen. Der Faktor Resilienz erklärte jedoch nur in sehr geringem Umfang (im Durchschnitt 1–3 %) die Varianz dieser Variablen zu Gesundheit und Wohlbefinden über den Erklärungsbeitrag der Persönlichkeitsmerkmale hinaus. Mit anderen Worten erklären allein die Big Five weitestgehend Resilienz-bezogene Verhaltensweisen.